# (8962) Noctua
(8962) Noctua ist ein Asteroid des äußeren Hauptgürtels, der am 24. September 1960 von dem niederländischen Astronomenehepaar Cornelis Johannes van Houten und Ingrid van Houten-Groeneveld entdeckt wurde. Die Entdeckung geschah im Rahmen des Palomar-Leiden-Surveys, bei dem von Tom Gehrels mit dem 120-cm-Oschin-Schmidt-Teleskop des Palomar-Observatoriums aufgenommene Feldplatten an der Universität Leiden durchmustert wurden.
Mit einer Albedo von 0,05 hat der Asteroid eine dunkle Oberfläche.
(8962) Noctua ist nach dem Steinkauz benannt, dessen wissenschaftlicher Name Athene noctua lautet. Zum Zeitpunkt der Benennung des Asteroiden am 2. Februar 1999 befand sich der Steinkauz auf der niederländischen Roten Liste gefährdeter Arten.